# Międzynarodowe Prawo Brydżowe
Międzynarodowe Prawo Brydżowe (MPB) - zbiór zasad regulujących grę w brydża sportowego. Pierwsze Przepisy Brydża Porównawczego opublikowano w 1928 roku. Następnie w latach 1933, 1935, 1943, 1949, 1963, 1975, 1987 i 1997 ukazały się kolejne poprawione wydania. Światowa Federacja Brydża zgodnie ze swymi przepisami opublikowała bieżące wydanie w 2007 roku.